# Renata Scant
 (juin 2024).
Renata Scant, née Scantamburlo Renée, est une auteure dramatique, metteuse en scène et actrice française.
Elle nait en France sur les routes de l’exode de juin 1940, le 3 juin, à Saulieu (Côte d’or). Elle est la sixième d’une famille de neuf enfants (le quatrième étant l'auteur dramatique, acteur et metteur en scène Jean-Claude Scant). Ses parents sont des Italiens immigrés en France dans les années 1930  et naturalisés français. La famille habite Stains (Seine Saint Denis). Pour échapper aux bombardements en 1943, les enfants sont envoyés comme réfugiés à Saint Cyprien en Dordogne et dispersés dans différentes familles d’accueil, jusqu’à ce que leur mère d’abord, puis leur père puisse les rejoindre et les regrouper aux Granges dans une petite maison d’une seule pièce. Ils y restent jusqu’à la fin de la guerre puis retournent à Stains.  La famille reviendra en Dordogne à partir de 1947 et Renata, qui se prénomme encore Renée, fera ses années d’école primaire puis de collège à Belvès, puis ses études secondaires aux Lycée de filles de Périgueux où elle obtient son baccalauréat.
Elle se marie en août 1959 avec Claude Labussière et le couple est envoyé comme instituteurs dans un département déficitaire, la Beauce.  Son mari   part faire son service militaire en novembre 1960 puis est envoyé en 1961 comme appelé en Algérie et y restera jusqu’à la fin de cette guerre
Pendant cette période est née leur fille Françoise Labussière (5 février 1961).

## Débuts au théâtre
En parallèle à son métier d’enseignante elle participe à différents stages de théâtre organisés l’été par le Ministère Jeunesse et Sports. Ces stages sont dirigés par des conseillers techniques et pédagogiques et des metteurs en scène. Elle fera successivement des stages à Valréas avec Philippe Jeaunau et André Steiger, à Cluis dans l’Indre avec André Philipp et Henri Cordreau, à Nancy avec Raymonde Lecomte. De fait son souhait est de se consacrer au théâtre. Son frère Jean-Pierre Scant est déjà comédien dans la banlieue parisienne. Elle démissionne de l’Education nationale en 1966.
Elle fait ensuite des études théâtrales à Paris, au Conservatoire de Versailles avec Emile Dars et  à l’Université Internationale du Théâtre de 1965 à 1967 (direction André Louis Périnetti).
Elle choisit ensuite la décentralisation théâtrale. Après quelques mois passés dans le sud de la France, elle rejoint comme comédienne- animatrice André Mairal à Reims  au Théâtre de Champagne (préfiguration de la maison de la culture de Reims) pour la saison 1968/1969. Elle fait alors partie de l’équipe d’Action Théâtrale avec Serge Grand, Claude Yersin et Jacques Boulin.
Elle choisit ensuite de rejoindre Francis Jeanson au Studio 70 qui préfigurait la Maison de la Culture de Châlons sur Saône. Elle fait partie de l’équipe d’animation théâtrale avec Lise Visinan, Jacky Baillard et Guy Jacquet.  Années très formatrices de ce que peut être une action théâtrale dans la cité. Cette rencontre avec Francis Jeanson sera le ferment de tout son engagement ultérieur.  

## Directrice de compagnies - Auteure dramatique - Metteuse en scène - Comédienne
Après ces première expériences en tant que comédienne, elle s'installe à Grenoble en 1971 pour rejoindre Fernand Garnier avec qui elle collaborera jusqu’en 1995, et qui sera le père de son fils Romano Garnier (6 novembre 1980).
C’est en 1971 à Grenoble qu'elle crée sa première compagnie, le "Théâtre Action" et réalise ses premiers spectacles à la fois comme auteure et metteuse en scène avec la volonté d’inventer un répertoire et une démarche à la rencontre du « non public ».
Pour cela, elle va privilégier l’action artistique et culturelle dans les milieux les plus divers, autour du théâtre, de la poésie et des problématiques sociétales, attentive aux cultures multiples présentes dans la cité.
Elle dirigera le Théâtre Action,, de 1971 à 1983. La compagnie Théâtre Action,, fonctionnera sous la forme de troupe permanente de 1972 à 1983.
Puis elle partagera cette direction avec Fernand Garnier de 1984 à 1995 ; le Théâtre Action étant devenu « Théâtre Action- Créarc ».
En 1983/84, dans un moment de doute sur ce que devient le théâtre après le recul des grands mouvements sociaux post 68, elle part quelque temps à l’étranger auprès, entre autres, de l’Odin Théâtre d’Eugénio Barba au Danemark. Au cours de ce parcours, elle croise la Compagnie du Hasard animée par Nicolas Peskine et avec lui imagine un festival itinérant. Une escale est organisée à Grenoble en  1984 qui donnera naissance au  Festival de Théâtre Européen de Grenoble. Celui-ci durera vingt ans jusqu’en 2004 (cf Le Festival de théâtre Européen – de l’Atlantique à l’Oural)
Chaque édition de la manifestation théâtrale était complétée par des rencontres, séminaires et universités sur les mutations sociétales de l’Europe vues à travers le prisme du théâtre.
À la suite d’une scission avec le Théâtre Action- Crearc, elle crée la compagnie Renata Scant qui poursuit à Grenoble le projet du Théâtre Action, de 1995 à 2004. Avec en particulier un investissement de six années dans le quartier du Village Olympique de Grenoble. cf les livres Dialogue avec un quartier » et » Paysages humains »
A partir de 2000, étant en conflit avec la Municipalité de Grenoble (Municipalité Michel Destot), elle crée en parallèle  une nouvelle association en Charente intitulée Théâtre en Action. Elle investit une ancienne ferme et la transforme en espace artistique avec un théâtre de poche de 50 places.  Et depuis 2004 c’est là qu’elle poursuit son trajet théâtral qui comporte des créations, des résidences, des stages de création théâtrale, une manifestation festive estivale le Festiferme qui se consacrera pendant 5 ans à faire découvrir « Des Utopies réalistes ».
Elle a écrit, mis en scène et joué dans presque tous les spectacles créés par sa compagnie, s’échappant quelques fois pour jouer sous la direction d’autres metteurs en scène tels que Guy Jacquet, Pierre Martin, Christian Ion, Didier Perrier, Claude Bernhardt. Quelques exemples : 
- 2012 : Tapage dans la prison d'une reine obscure de Mariane Oestreicher-Jourdain, Compagnie l'Echappée, mise en scène Didier Perrier
- 2016 : Le labo des débats (Co-écrit avec Olivier Gosse). Compagnie L’Echappée. Mise en scène Didier Perrier [13]
- 2020 : Opening Night de John Cromwell. Adaptation Michel Carnoy. Compagnie La Lune à l'envers.

## Engagements
Les multiples facettes de son métier, son engagement théâtral l’avaient fait reconnaître comme faisant partie des "100 personnes qui font bouger Grenoble " (l’Express, décembre 2000) et des 50 femmes essentielles de l’Isère (L’Essentiel, mars 2001).
Elle s’est engagée à différentes reprises pour défendre sa conception du métier et la nécessité de plus de démocratie culturelle, par divers articles dans Politis ou ATAC.
Elle sera quelque temps vice-présidente d’ATAC « Association technique d’Action Culturelle » (période de la Présidence José Valverde)
Elle participera au mouvement « Pour une Alternative Culturelle » initié par Jean Hurstel et à la création du mouvement du Théâtre-Action qui se développera en Belgique avec Paul Biot et au Québec.
Elle initiera la création de l’association RECIT (Réseau Européen de Compagnies Indépendantes) en 1992 avec Dominique Houdart, Alain Léonard, Claude Bernhardt. RECIT aura son journal et organisera des séminaires dont « Histoire et avenir d’un idéal » en collaboration avec Politis à Avignon en 1996.
Elle participe aux premiers regroupements de compagnies intitulé FEDERCIES en 1997. Celui-ci servira de base à la création du Syndicat des compagnies indépendantes SYNAVI.
Elle collabore à l’initiative d’un réseau informel d’échanges  entre compagnies françaises  « RECIF » en 2012.

## Textes et mises en scène
Tous les textes cités ci-dessous ont fait l’objet de représentations publiques

### Créations
- 1972 : L'heure du cochon (co-auteur : Fernand Garnier)
- 1972 : La course d'obstacle
- 1973 : Le grand Tintouin (co-auteur : Fernand Garnier) - Texte publié aux éditions Pierre Jean Oswald
- 1974 : La femme aux ciseaux[19]
- 1975 : La souche (co-auteur : Fernand Garnier)
- 1975 : Désir à crédit (co-auteur : Fernand Garnier)
- 1976 : La mémoire d'or[20] (co-auteur : Fernand Garnier) - Texte publié aux éditions "La Pensée Sauvage"
- 1977 : Un juge à la une (co-auteur : Fernand Garnier)
- 1977 : Hikmet histoire d'une séparation
- 1979 : Murielle ou l'âge d'aimer[21] (co-auteur : Fernand Garnier) - Texte publié aux éditions "La Pensée Sauvage"
- 1980 : L'apprivoisé (co-auteur : Fernand Garnier)
- 1980 : Le 7ème cercle (co-auteur : Fernand Garnier) - Texte publié aux éditions "La Pensée Sauvage"
- 1983 : La leçon des ténèbres[22]
- 1984 : Martha et Gabriel
- 1985 : La voix morte
- 1989 : Figures de femmes dans la révolution
- 1991 : Le minotaure[23]
- 1995 : Doux duo des mères
- 1998 : La déchirure
- 2005 : Un mariage à la campagne
- 2006 : Drôle de mariage
- 2006 : Si ça me chante

- 2007 : On l'appelait front populaire (Texte publié auto-édition Théâtre en Action)
- 2009 : L'après-midi des faunes
- 2010 : Ils marchaient vers une terre d'asile (publié aux éditions Chomant Editeur)
- 2013 : Drôle de zèbre
- 2014 : Une si belle journée
- 2016 : Mysterbouffe
- 2016 : Le labo des débats (co-auteur : Olivier Gosse)
- 2017 : L'effacement (publié aux éditions Chomant Editeur)
- 2018 : Théâtre et engagement. Choisis ton camp (Conférence gesticulée)
- 2019 : Ce travail me tue (publié aux éditions Chomant Editeur)
- 2021 : Une chambre claire (co-auteur : Philippe Garin)

- 2020 : La maison des confinés
- 2021 : Faut bien rêver

### Spectacles de rue
- 1988 : Faut que ça chauffe
- 2000 : Barberousse le voleur d'enfants
- 2000 : Le départ en vacances
- 2001 : L'ode à l'eau
- 2003 : Pierres de prière
- 2005 : Poèmes sous parapluie

### Spectacles pour enfants
- 1971 : Kraho le Mirador
- 1973 : Il faut sauver Laurélie
- 1974 : Djebelle, la nuit des sources
- 1982 : Les deux frères[24] (co-auteur : Fernand Garnier)
- 1996 : La saga des pères noëls
- 1997 : Le nid de IO
- 2019 : Ils sont fous ces terriens

### Adaptations
- 1976 : Maïakovski, poète assassiné
- 1983 : Le Rouge et le Noir de Stendhal
- 1987 : Le mariage de Figaro de Beaumarchais
- 1988 : Candide de Voltaire
- 1993 : Les dix petits nègres d'Agatha Christie
- 1993 : Phèdre au trois visages
- 2000 : Cyrano de Bergerac d'Edmond Rostand
- 2002 : Le carnaval romain d'Hubay Miklós (hu)
- 2004 : La dernière nuit de Socrate de Stefan Nedelčev Canev
- 2008 : Cahier d'un retour au pays natal d'Aimé Césaire
- 2010 : L'invité de David Pharao
- 2012 : Antigone de Sophocle
- 2022 : La peau de chagrin d'Honoré de Balzac
- 2024 : Ruy Blas de Victor Hugo

## Publications

### Théâtre
- Le grand Tintouin (co-auteur : Fernand Garnier), éditions Pierre Jean Oswald, 1973
- La mémoire d'or (co-auteur : Fernand Garnier), éditions "La Pensée Sauvage", 1976
- Murielle ou l'âge d'aimer (co-auteur : Fernand Garnier), éditions "La Pensée Sauvage", 1979
- Ils marchaient vers une terre d'asile, éditions Christophe Chomant Editeur, 2010
- L'effacement, éditions Christophe Chomant Editeur, 2016
- Ce travail me tue, éditions Christophe Chomant Editeur, 2019

### Autres textes
- Paysages humains. Traces de Vie... Auto édition avec le soutien du Contrat de Ville (Ville de Grenoble, Fond d'Intervention Ville, Fond 'Action Sociale et le partenariat de l'Opale), 1998
- Dialogue avec un quartier. Auto édition avec le soutien de la Ville de Grenoble, FASILD. Préface de Francis Jeanson, 2001
- 20 ans de festival de théâtre européen - De l'atlantique à l'Oural[25]. Grenoble Isére, Editions Pug. Collection Culture. Préface de Robert Abirached ex-Directeur des  Théâtres sous Ministère Jack Lang , 2004